# Tart (Francia)
Tart es una comuna nueva francesa situada en el departamento de Côte-d'Or, de la región de Borgoña-Franco Condado.

## Historia
Fue creada el 1 de enero de 2019, en aplicación de una resolución del prefecto de Côte-d'Or de 26 de septiembre de 2018 con la unión de las comunas de Tart-l'Abbaye y Tart-le-Haut, pasando a estar el ayuntamiento en la antigua comuna de Tart-le-Haut.

## Demografía
Según los datos aportados en la resolución del prefecto de Côte-d'Or, la comuna se crea con 1627 habitantes.

## Composición
| Comuna fusionada | Código INSEE | Población (2016) | Superficie (km²) | Densidad (hab./km²) |
| ---------------- | ------------ | ---------------- | ---------------- | ------------------- |
| Tart-l'Abbaye    | 21621        | 197              | 3.38             | 58                  |
| Tart-le-Haut     | 21623        | 1387             | 10.3             | 135                 |